# غرابية (فرقة)
الغُرابية هي فرقة من غلاة الشيعة.
جاء في كشاف اصطلاحات الفنون:

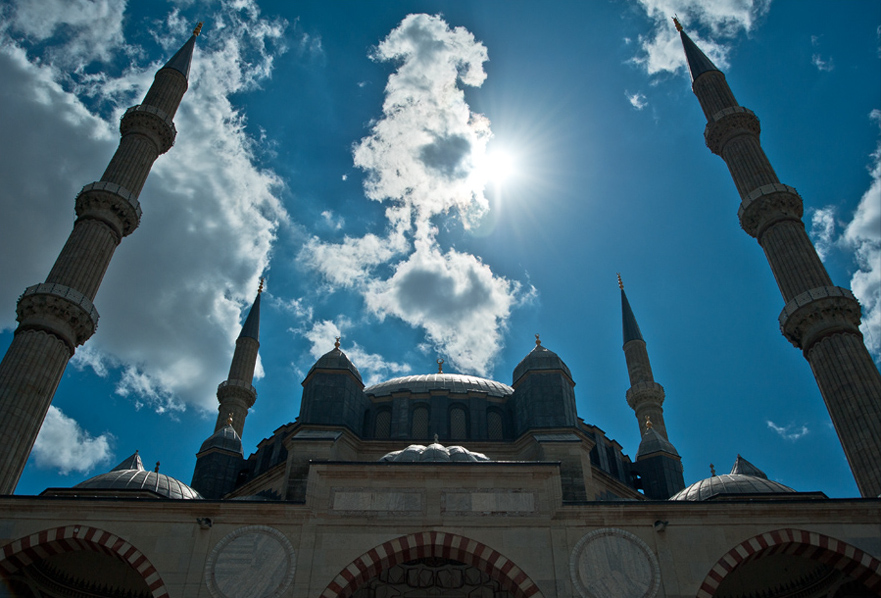

وقد ذكرهم صاحب كتاب ليالي بيشاور وقال أن الاثني عشرية يبرأون من هذه الفرقة.